# كريستيانو دا سيلفا
كريستيانو دا سيلفا (بالبرتغالية: Cristiano da Silva‏) (12 يناير 1987 في البرازيل – )؛ هو لاعب كرة قدم كان يلعب كمهاجم.

## وصلات خارجية
- كريستيانو دا سيلفا على موقع رابطة كرة القدم اليابانية للمحترفين (اليابانية)
- كريستيانو دا سيلفا على موقع قاعدة بيانات كرة القدم.إي يو (الإنجليزية)
- كريستيانو دا سيلفا على موقع Soccerway.com (الإنجليزية)
- كريستيانو دا سيلفا على موقع عالم كرة القدم.نت (الإنجليزية)